# Anomalies
Anomalies è il quarto album in studio del gruppo grindcore statunitense Cephalic Carnage, pubblicato nel 2005.

## Tracce
1. Scientific Remote Viewing – 2:18
2. Wraith – 2:50
3. Counting the Days – 3:54
4. The Will or the Way – 2:10
5. Piecemaker – 5:35
6. Enviovore – 3:01
7. Dying Will Be the Death of Me – 4:41
8. Inside Is Out – 3:54
9. Sleeprace – 2:45
10. Kill for Weed – 2:17
11. Litany of Failure – 2:25
12. Ontogeny of Behavior – 9:49

## Formazione
- Lenzig Leal – voce
- Zac Joe – chitarra
- John Merryman – batteria
- Steve Goldberg – chitarra
- Jawsh Mullen – basso